# Cornwerd
Cornwerd est un village de la commune néerlandaise de Súdwest-Fryslân, situé dans la province de Frise. Son nom en frison est Koarnwert.

## Géographie
Cornwerd est situé à l'ouest de la province de Frise, au nord de Makkum. Placé à l'extrémité orientale de l'Afsluitdijk, le village est baigné par la rive de l'IJsselmeer.

## Histoire
Cornwerd fait partie de la commune de Wûnseradiel jusqu'au 1er janvier 2011, où celle-ci est supprimée et fusionnée avec Bolsward, Nijefurd, Sneek et Wymbritseradiel pour former la nouvelle commune de Súdwest-Fryslân.

## Démographie
Le 1er janvier 2017, le village comptait 85 habitants.

## Personnalités
Le poète Obe Postma est né à Cornwerd.